# يوم القميص البرتقالي

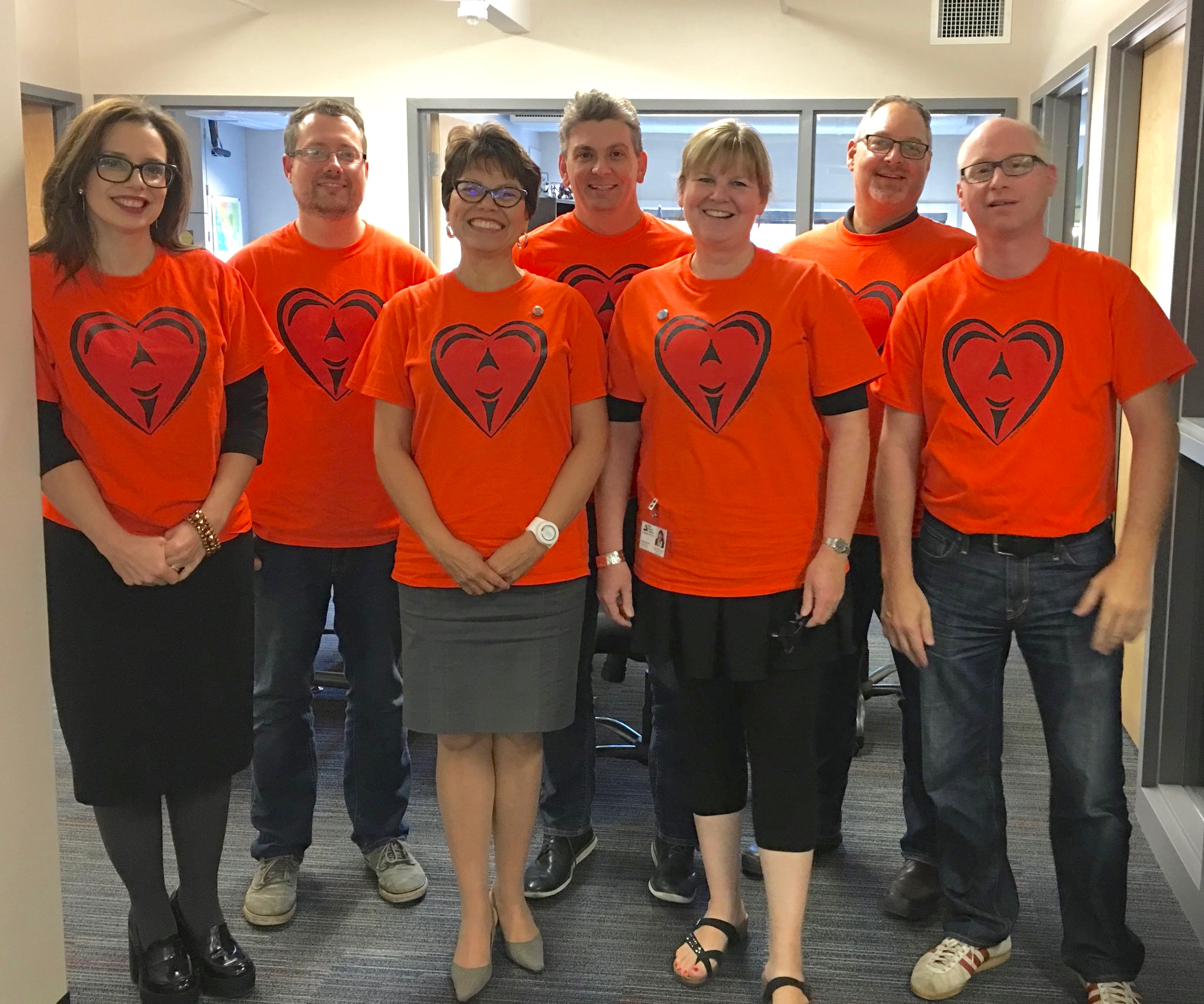

يوم القميص البرتقالي هو فاعلية بدأت في عام 2013. صُممت لتثقيف الناس وتعزيز الوعي حول نظام المدراس السكنية الهندية وكذلك تأثير هذا النظام على المجتمعات المحلية لأكثر من قرن في كندا، وما يزال تأثيره قائمًا إلى اليوم. ينعقد، سنويًا في الثلاثين من سبتمبر، في المجتمعات الكندية؛ من خلال تشجيع الطلاب وهيئة التدريس على ارتداء قميص برتقالي اللون في المدرسة في ذلك اليوم.